# Línea C-1 (Cercanías Málaga)
La línea C-1 de Cercanías Málaga recorre 31,35 kilómetros a través de la Costa del Sol Occidental entre las ciudades de Málaga y Fuengirola en la provincia de Málaga (Andalucía, España). En su recorrido atraviesa los términos municipales de Málaga (6 estaciones), Torremolinos (5 estaciones), Benalmádena (2 estaciones) y Fuengirola (4 estaciones).

## Historia
Los orígenes de esta línea se remontan a la línea Málaga-Fuengirola de vía estrecha o ancho métrico construido a principios del siglo XX por los Ferrocarriles de Málaga a Algeciras y Cádiz y explotada por FSM y, posteriormente, por EFE/FEVE. La línea Málaga - Aeropuerto - Fuengirola abrió al público en 1975 en vía única electrificada y de ancho ibérico, para que permitiera la llegada de trenes a Fuengirola desde Córdoba y Madrid. Ya concebida como línea de cercanías por su longitud, recibió unidades de la serie 440 de Renfe que la recorrían uniendo los municipios situados al suroeste de Málaga con la capital y de igual manera comunicaba el Aeropuerto de Málaga-Costa del Sol con el centro de la ciudad.
A partir de 1993 empezó a recibir las unidades de la Serie 446 de Renfe, que sustituyeron completamente a las de la serie 440 al adaptarse mejor a las características de la línea, corta con gran número de estaciones. En mayo de 2009 Renfe ejecutó la renovación la flota de trenes de Cercanías de Málaga implantando el modelo Civia que ya funcionaba en otras líneas españolas.
La casi totalidad de las estaciones datan de la apertura de la línea a excepción de Plaza Mayor, que abrió en 2002 con motivo de la apertura de un centro de ocio próximo; y de las estaciones subterráneas de Victoria Kent, inaugurada en 2009 sustituyendo al apeadero de San Andrés; así como de Aeropuerto y Guadalhorce, reubicadas bajo tierra por motivo de la construcción de la segunda pista del Aeropuerto de Málaga-Costa del Sol en 2010. El apeadero del Campamento Benítez, presente en la apertura de la línea entre los actuales apeaderos de Plaza Mayor y Los Álamos así como el apeadero de San Julián, entre Aeropuerto y Plaza Mayor, están fuera de servicio.

## Recorrido
Esta línea tiene su origen en la estación de Málaga-Centro-Alameda, situada en el centro de Málaga. La siguiente parada es la Estación de Málaga-María Zambrano, principal estación ferroviaria de la capital provincial y parada de trenes de media, larga distancia, AVE así como intercambiador con bus y con el Metro de Málaga. A partir de aquí la línea continúa hacia el Aeropuerto de Málaga-Costa del Sol y la Costa del Sol Occidental. Pasa por los términos municipales de Torremolinos y Benalmádena antes de su fin en Fuengirola. 
En su tramo inicial comparte tres estaciones con la línea C-2: Málaga-Centro-Alameda, Málaga-María Zambrano y Victoria Kent; siendo esta última la que facilita el trasbordo entre ambas líneas para trayectos entre el Valle del Guadalhorce y la Costa del Sol Occidental.

## Características
La línea C-1 discurre por una línea ferroviaria de ancho ibérico sin compartir vías con otros servicios. La mayor parte de esta línea es de vía única electrificada excepto algunos tramos ya de vía doble como María Zambrano-Aeropuerto, Los Álamos-La Colina, El Pinillo-Benalmádena o Torremuelle-Torreblanca. La mayor parte de su recorrido lo hace por el exterior aunque tiene varios tramos subterráneos importantes desde el distrito Centro hasta la salida de la zona urbana de Málaga, bajo el río Guadalhorce y la segunda pista del Aeropuerto de Málaga-Costa del Sol, en Torremolinos y Arroyo de la Miel y dos túneles bajo Torrequebrada y Torreblanca.
Los avisos sonoros de estación próxima en los ferrocarriles de esta línea son bilingües: en español e inglés debido a la gran afluencia de turistas extranjeros al litoral.

## Mejoras

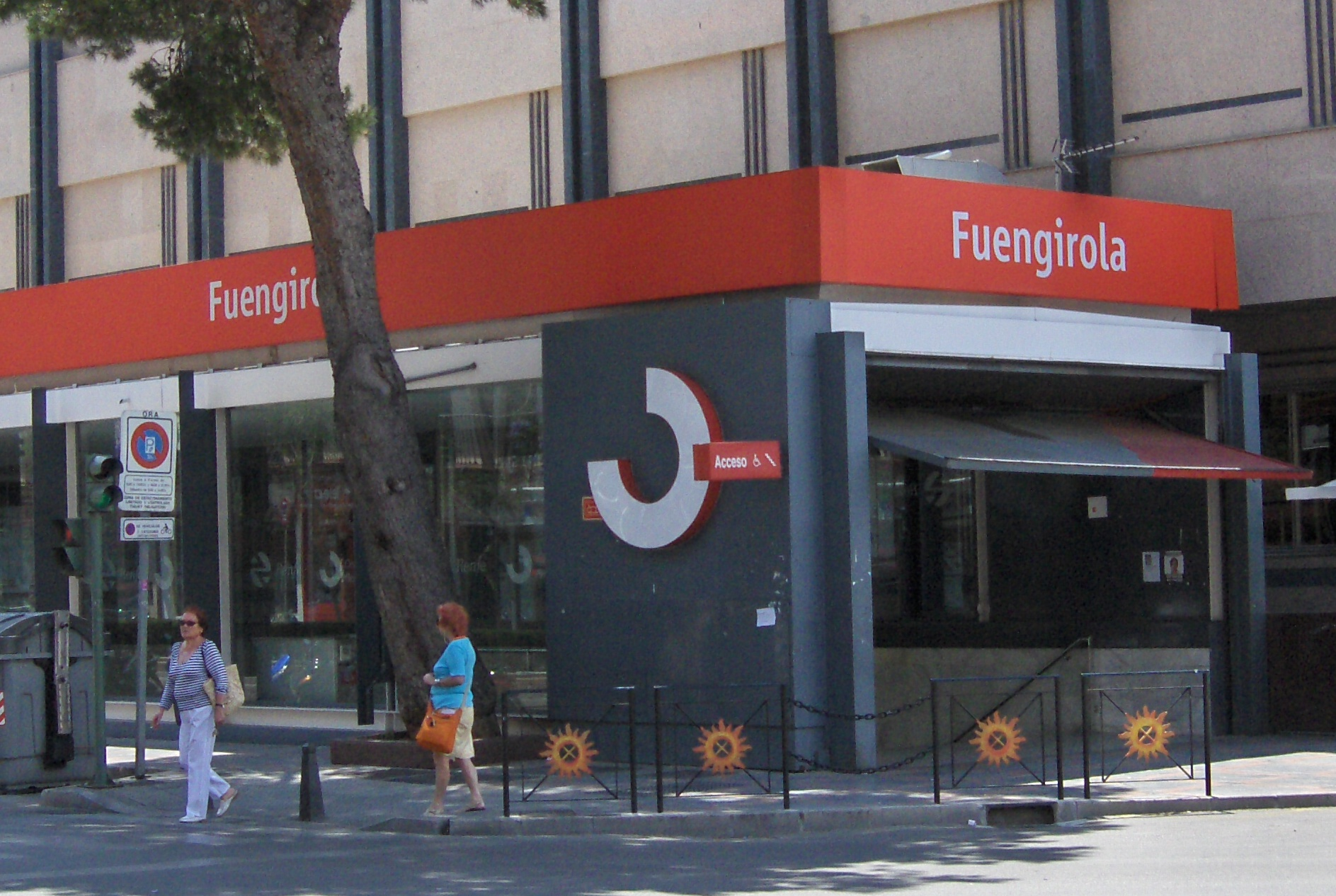
Estación de Fuengirola.

Desde 2001 se vienen realizando obras de desdoblamiento de las vías, que han permitido la reducción de la frecuencia de los trenes de 30 a los 20 minutos actuales, frecuencia en vigor desde el 11 de septiembre de 2011.
Está proyectada la prolongación de esta línea desde la estación de Fuengirola en lo que se conoce como el Corredor de la Costa del Sol o Tren Litoral, que soportaría alta velocidad, para unir Málaga y Estepona en la zona occidental de la Costa del Sol, y a través del Metro de Málaga, con la costa oriental hasta Nerja.
En mayo de 2009 empezaron a implantarse los trenes del modelo Civia. y en junio de ese año se inauguró el pasillo ferroviario de trazado subterráneo desde la Ronda Oeste hasta la estación María Zambrano.

## Intermodalidad
En la actualidad, se puede utilizar el Billete Único (tarjeta monedero del Consorcio de Transporte Metropolitano del Área de Málaga) como medio de pago en las máquinas autoventas ubicadas en las estaciones de las dos líneas de Cercanías. Esta tarjeta se puede utilizar además en los autobuses interurbanos del área metropolitana, así como los autobuses urbanos de Málaga (EMT), las dos líneas urbanas de autobús de Alhaurín de la Torre y en el Metro de Málaga.